# Quiet Life
Quiet Life (рус. Спокойная жизнь) — третий студийный альбом британской нью-вейв-группы Japan, выпущенный 20 декабря 1979 года на лейбле Hansa Records сначала в Японии, Германии и Канаде и только 4 января 1980 года в Великобритании.
Музыкально, альбом был переходом группы от глэм-рока двух предыдущих альбомов к синти-поп-музыке. Группа также отказалась от глэм-имиджа и последний раз появилась в таком виде на концерте в апреле 1979 года в Амстредаме. В июне началась запись нового альбома. Ранний материал для него был отброшен, включая трек «European Son», который в сентябре 1981 года был выпущен на сборнике Assemblage. Затем группа обратилась к продюсеру Roxy Music Джону Пунтеру, но в то время он был занят, и тогда группа начала записываться с Саймоном Нейпир-Беллом. В дальнейшем, Пунтер тесно сотрудничал с группой Japan и участвовал в создании ещё двух её альбомов. Quiet Life занял 53 место в британском чарте и стал последним студийным альбомом Japan, который выпустил лейбл Ariola Hansa. Заглавный трек был выпущен в качестве сингла 19 августа 1979 года, а его переиздание 1981 года заняло 19 место в UK Singles Chart. Альбом упоминается в альманахе «1001 альбом, который стоит прослушать, прежде чем вы умрёте» (англ. 1001 Albums You Must Hear Before You Die).
Quiet Life также стал первым альбомом, где солист Дэвид Силвиан сменил вокальную манеру, перейдя на баритон, который впоследствии стал одним из отличительных признаков группы.

## Список композиций
Слова и музыка всех песен — Дэвид Силвиан, кроме композиции «All Tomorrow's Parties» — автор текста и композитор Лу Рид.
| №  | Название                 | Длительность |
| -- | ------------------------ | ------------ |
| 1. | «Quiet Life»             | 4:53         |
| 2. | «Fall in Love with Me»   | 4:31         |
| 3. | «Despair»                | 5:56         |
| 4. | «In Vogue»               | 6:30         |
| 5. | «Halloween»              | 4:24         |
| 6. | «All Tomorrow's Parties» | 5:43         |
| 7. | «Alien»                  | 5:01         |
| 8. | «The Other Side of Life» | 7:26         |

- Примечания: В оригинальной версии полноформатной пластинки первая сторона содержит треки 1—4, вторая сторона 5—8.

| №   | Название                                            | Автор(ы)                       | Длительность |
| --- | --------------------------------------------------- | ------------------------------ | ------------ |
| 9.  | «All Tomorrow's Parties (12" Version)» (Remix)      | Лу Рид                         | 5:17         |
| 10. | «A Foreign Place» (Би-сайд сингла «Quiet Life» 12") | Дэвид Силвиан, Ричард Барбьери | 3:12         |
| 11. | «Quiet Life (12" Version)» (Remix)                  |                                | 4:50         |
| 12. | «Life in Tokyo (12" Version)» (Remix)               | Дэвид Силвиан, Джорджо Мородер | 7:05         |

## Участники записи
- Дэвид Силвиан — вокал, гитара
- Мик Карн — бас-гитара, саксофон, флейта, бэк-вокал
- Стив Джансен — ударные, перкуссия, бэк-вокал
- Ричард Барбиери — синтезатор, клавишные
- Роб Дин — гитара, бэк-вокал

## Хит-парады

### Альбом
| Год  | Хит-парад           | Высшая позиция |
| ---- | ------------------- | -------------- |
| 1980 | Oricon Albums Chart | 24             |
| 1980 | UK Albums Chart     | 53             |
| 1980 | RPM                 | 81             |

### Сингл
| Год  | Сингл      | Хит-парад        | Высшая позиция |
| ---- | ---------- | ---------------- | -------------- |
| 1981 | Quiet Life | UK Singles Chart | 19             |